# Al-Mustánsir II
Al-Mustánsir II (en árabe: المستنصر بالله الثاني al-mustanṣir bi-llāh al-ṯānī) fue un miembro de la casa abasí investido como califa en El Cairo dominado por los mamelucos (1261) tras el saqueo de Bagdad por los mongoles en 1258 y el fin del Califato abasí instalado en esa ciudad. Dirigió un ejército al este para recuperar Bagdad, pero fue asesinado en una emboscada de los mongoles en 1261, siendo sucedido por su pariente Al-Hákim I. La dinastía de califas de El Cairo que él fundó duró hasta la conquista otomana de Egipto en 1517, pero no tuvieron ningún poder político efectivo.